# F(x) (Band)
f(x) (koreanisch 에프엑스) ist eine vierköpfige, südkoreanische Girlgroup der zweiten K-Pop-Generation, die 2009 von der Talentagentur S.M. Entertainment gegründet wurde. Der Gruppenname verweist auf die mathematische Darstellung von Funktionen durch f(x), wobei der Buchstabe „f“ hier für „flower“ (englisch für „Blume“) stehen soll, während das „x“ das doppelte weibliche X-Chromosom darstellen soll. Ihre erste Single „La Cha Ta“ wurde am 1. September 2009 in Südkorea veröffentlicht. Bandleader der Gruppe ist Victoria.
Am 8. März 2013 trat sie bei der Musikfest-Gala South by Southwest in den USA auf.
Im August 2015 wurde offiziell bestätigt, dass Sulli die Band verlassen hat, um sich auf ihre Schauspielkarriere zu konzentrieren. Sie wurde aber weiterhin bis zu ihrem Tod im Oktober 2019 von S.M. Entertainment betreut.

## Mitglieder
| Name                 | Geburtsname                    | Geburtstag (Alter)                    | Geburtsort    | Position                                    |
| -------------------- | ------------------------------ | ------------------------------------- | ------------- | ------------------------------------------- |
| Victoria 빅토리아    | Song Qian 宋茜                 | 2. Februar 1987 (38)                  | Qingdao       | Team leader Sub Vocal, Main Dance, Lead Rap |
| Amber 엠버           | Liu Yi Yun 刘逸云              | 18. September 1992 (32)               | Los Angeles   | Sub Vocal, Main Rap                         |
| Luna 루나            | Park Sun-young 박선영          | 12. August 1993 (31)                  | Seoul         | Main Vocal, Lead Dance                      |
| Krystal 크리스탈     | Chrystal Soo-jung 크리스탈수정 | 24. Oktober 1994 (30)                 | San Francisco | Lead Vocal                                  |
| Ehemalige Mitglieder |                                |                                       |               |                                             |
| Sulli 설리           | Choi Jin-ri (최진리)           | 29. März 1994 (25) † 14. Oktober 2019 | Yangsan       | Sub Vocal, Sub Rap                          |

## Diskografie

### Studioalben
| Jahr | Titel     | Höchstplatzierung, Gesamtwochen, AuszeichnungChartsChartplatzierungen (Jahr, Titel, Platzierungen, Wochen, Auszeichnungen, Anmerkungen) | Anmerkungen                                                 |
| Jahr | Titel     | KR | Anmerkungen                                                 |
| ---- | --------- | --- | ----------------------------------------------------------- |
| 2011 | Pinocchio | KR1 (34 Wo.)KR | Erstveröffentlichung: 20. April 2011 Verkäufe KR: + 73.988  |
| 2013 | Pink Tape | KR1 (115 Wo.)KR | Erstveröffentlichung: 29. Juli 2013 Verkäufe KR: + 103.894  |
| 2014 | Red Light | KR1 (63 Wo.)KR | Erstveröffentlichung: 7. Juli 2014 Verkäufe KR: + 93.974    |
| 2015 | 4 Walls   | KR1 (44 Wo.)KR | Erstveröffentlichung 27. Oktober 2015 Verkäufe KR: + 81.505 |

### Wiederveröffentlichungen
| Jahr | Titel      | Höchstplatzierung, Gesamtwochen, AuszeichnungChartsChartplatzierungen (Jahr, Titel, Platzierungen, Wochen, Auszeichnungen, Anmerkungen) | Anmerkungen                                               |
| Jahr | Titel      | KR | Anmerkungen                                               |
| ---- | ---------- | --- | --------------------------------------------------------- |
| 2011 | Hot Summer | KR2 (65 Wo.)KR | Erstveröffentlichung: 14. Juni 2011 Verkäufe KR: + 70.121 |

### EPs
| Jahr | Titel          | Höchstplatzierung, Gesamtwochen, AuszeichnungChartsChartplatzierungen (Jahr, Titel, Platzierungen, Wochen, Auszeichnungen, Anmerkungen) | Anmerkungen                                               |
| Jahr | Titel          | KR | Anmerkungen                                               |
| ---- | -------------- | --- | --------------------------------------------------------- |
| 2010 | Nu ABO         | KR2 (66 Wo.)KR | Erstveröffentlichung: 4. Mai 2010 Verkäufe KR: + 54.179   |
| 2012 | Electric Shock | KR1 (55 Wo.)KR | Erstveröffentlichung: 10. Juni 2012 Verkäufe KR: + 90.124 |

### Singles
| Jahr                   | Titel Album                             | Höchstplatzierung, Gesamtwochen, AuszeichnungChartplatzierungen (Jahr, Titel, Album, Platzierungen, Wochen, Auszeichnungen, Anmerkungen) | Höchstplatzierung, Gesamtwochen, AuszeichnungChartplatzierungen (Jahr, Titel, Album, Platzierungen, Wochen, Auszeichnungen, Anmerkungen) | Anmerkungen                                         |
| Jahr                   | Titel Album                             | KR | JP | Anmerkungen                                         |
| ---------------------- | --------------------------------------- | --- | --- | --------------------------------------------------- |
| Südkoreanische Singles |                                         | | |                                                     |
|                        |                                         | | |                                                     |
| 2009                   | La Cha Ta –                             | — | — | Erstveröffentlichung: 2009                          |
| 2009                   | Chu~♡                                   | KR6 (6 Wo.)KR | — | Erstveröffentlichung: 2009                          |
| 2010                   | Nu ABO (NU 예삐오) Nu ABO               | KR1 (16 Wo.)KR | — | Erstveröffentlichung: 2010 Verkäufe KR: + 2.213.236 |
| 2011                   | Pinocchio (Danger) (피노키오) Pinocchio | KR1 (14 Wo.)KR | — | Erstveröffentlichung: 2011 Verkäufe KR: + 2.619.155 |
| 2011                   | Hot Summer                              | KR2 (12 Wo.)KR | — | Erstveröffentlichung: 2011 Verkäufe KR: + 3.096.252 |
| 2012                   | Electric Shock                          | KR1 (14 Wo.)KR | — | Erstveröffentlichung: 2012 Verkäufe KR: + 2.165.544 |
| 2013                   | Rum Pum Pum Pum (첫 사랑니) Pink Tape   | KR1 (10 Wo.)KR | — | Erstveröffentlichung: 2013 Verkäufe KR: + 941.078   |
| 2014                   | Red Light                               | KR2 (7 Wo.)KR | — | Erstveröffentlichung: 2014 Verkäufe KR: + 554.065   |
| 2015                   | 4 Walls                                 | KR2 (13 Wo.)KR | — | Erstveröffentlichung: 2015 Verkäufe KR: + 753.516   |
| 2015                   | Wish List (12시 25분) Winter Garden     | KR21 (2 Wo.)KR | — | Erstveröffentlichung: 2015 Verkäufe KR: + 91.411    |
| 2016                   | All Mine –                              | KR12 (6 Wo.)KR | — | Erstveröffentlichung: 2016 Verkäufe KR: + 241.579   |
| Japanische Singles     |                                         | | |                                                     |
|                        |                                         | | |                                                     |
| 2015                   | Pinocchio / Hot Summer –                | — | JP23 (3 Wo.)JP | Erstveröffentlichung: 22. Juli 2015                 |
| 2016                   | 4 Walls / Cowboy –                      | — | JP15 (2 Wo.)JP | Erstveröffentlichung: 2. November 2016              |

grau schraffiert: keine Chartdaten aus diesem Jahr verfügbar

## Auszeichnungen
- 2009
  - Cyworld Digital Music Awards: Rookie of the Month September für „La Cha Ta“[5]
  - 7th Republic of Korea Cultural Entertainment: Newcomer Award
- 2010
  - 17th Korean Entertainment Arts Awards: Rookie Singer Award
  - Korea Lifestyle Awards: Stilikonen des Jahres
- 2011
  - 8th Korean Music Awards: Beste Musikgruppe des Jahres (von den Netzbürgern gewählt)[6]